# François-Joseph Dunod de Charnage
Ne doit pas être confondu avec François Ignace Dunod de Charnage ou Édouard Dunod de Charnage.
François-Joseph Dunod de Charnage (Besançon, 1705 — idem, 1765) était un juriste et historien français.

## Biographie
François-Joseph Dunod de Charnage est issu d'une famille de nobles et de juristes comtois, fils de François Ignace Dunod de Charnage, oncle d'Édouard Dunod de Charnage, et petit-neveu de Pierre-Joseph Dunod,. Avocat,, il est membre de l'Académie de Besançon, maire de la ville entre 1756 et 1761,, et fut fait chevalier de l'Ordre de Saint-Michel en 1763.
Il est également l'auteur de plusieurs livres, traitant de l'histoire de la Franche-Comté.